# Beatriz Londoño
 (août 2018).
Si vous disposez d'ouvrages ou d'articles de référence ou si vous connaissez des sites web de qualité traitant du thème abordé ici, merci de compléter l'article en donnant les références utiles à sa vérifiabilité et en les liant à la section « Notes et références ».
Pour les articles homonymes, voir Londoño.
Beatriz Londoño Soto, née le 18 août 1959 à Bogota, est une médecin et femme politique colombienne. Elle a été notamment ministre de la santé et de la protection sociale en 2012 sous la présidence de Juan Manuel Santos.